# 訥莫洛阿薩鄉
45°32′N 27°33′E / 45.533°N 27.550°E
訥莫洛阿薩鄉（羅馬尼亞語：Comuna Nămoloasa, Galați），是羅馬尼亞的鄉份，位於該國東部，由加拉茨縣負責管轄，面積70平方公里，海拔高度12米，2007年人口2,139，人口密度每平方公里31人。